# キセワタ
キセワタ（着せ綿、鏨菜、学名：Leonurus macranthus）は、シソ科メハジキ属の多年草。

## 特徴
茎は直立し、四角形で毛が多く生え、高さは50-100cmになり、ときに分枝することがある。葉は洋紙質で対生し、葉柄は長さ0.5-3cmなる。葉身は卵形または狭卵形で、長さ4-11cm、幅2.5-7cmになり、先は鋭頭または鋭突頭になり、縁には大型の欠刻状の鋸歯があり、基部は広いくさび形またはやや切形となる。葉の裏面には微細な毛が生え、葉は茎の上部にいくにしたがって小型になる。
花期は8-10月。花は茎の先端の葉腋に段上に多数集まって、輪散花序になってつく。萼は筒状の鐘形で長さ15-18mmになり、粗い毛が生え、5裂して裂片の先は刺状に鋭くとがり、斜めに開く。下側の2裂片は長さ約8ｍｍ、上側の3裂片は長さ約5mmになり、下側の方が長い。花冠は長さ2.5-3cmの2唇形で、紅紫色をし、筒部は萼筒より長く直立し、上唇はフード状になり全縁で外面に白い毛が密生して白く見え、下唇は3裂し中央裂片は下方に曲がる。雄蕊は4個あって、うち下側2個が長く、上唇の内側に沿って伸びる。雌蕊は1個ある。果実は長さ2.5-3mmになる分果で、4個あり、倒卵状くさび形で扁3稜形になる。

## 分布と生育環境
日本では、北海道、本州、四国、九州に分布し、山地や丘陵地の草原や草地に生育する。国外では、朝鮮半島、中国大陸（東北部・北部）、ロシア沿海地方に分布する。

## 名前の由来
和名キセワタは、「着せ綿」の意で、花冠の上部に白い毛が多くあり、それを「花に着せる綿」に見立てたという。
種小名 macranthus は、「大花の」の意味。

## 保全状況評価
- 絶滅危惧II類 (VU)（環境省レッドリスト）

（2017年、環境省）

## ギャラリー

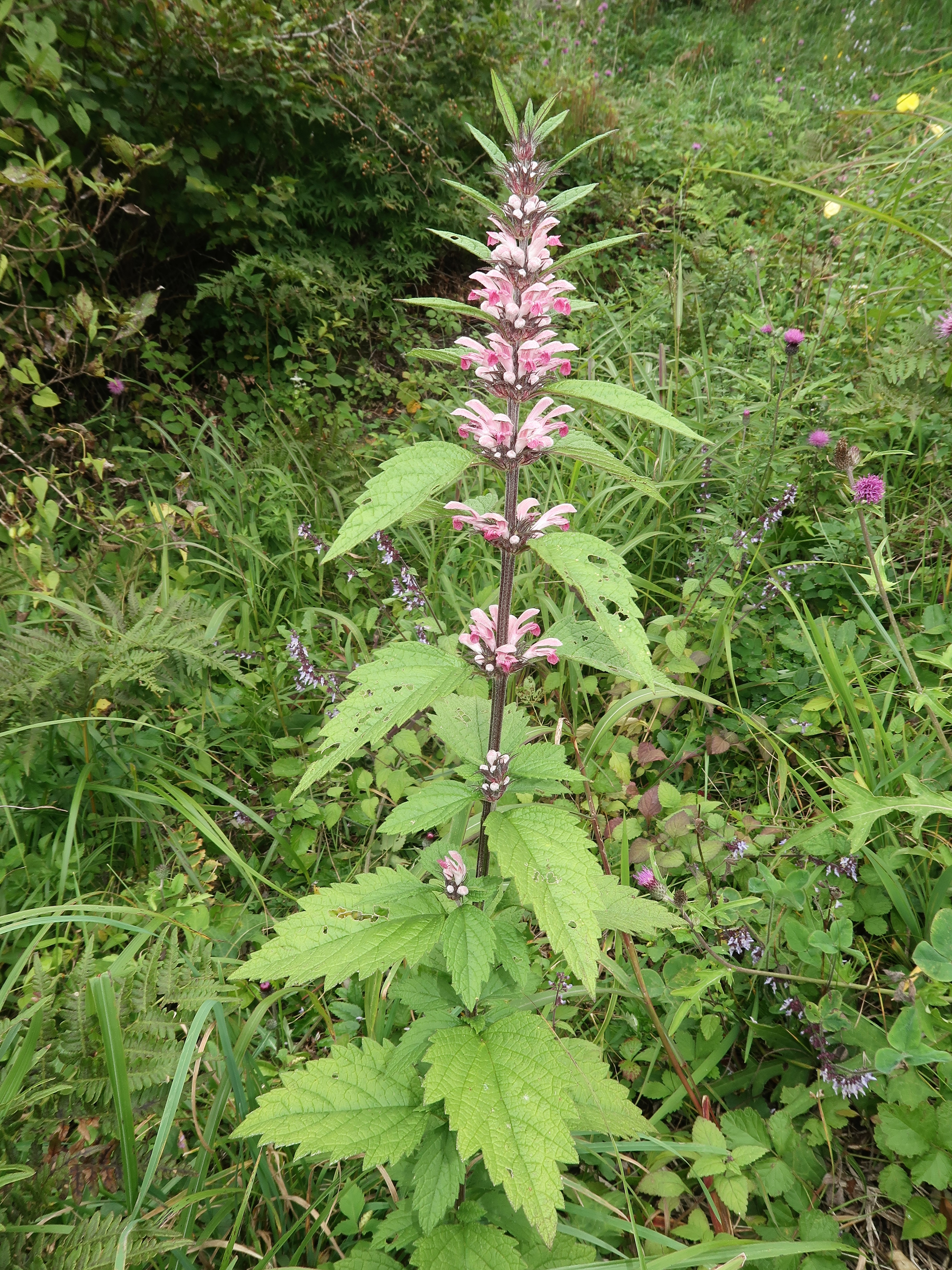
花は茎の上部の葉腋につき、葉は茎の上部にいくにしたがって小型になる。
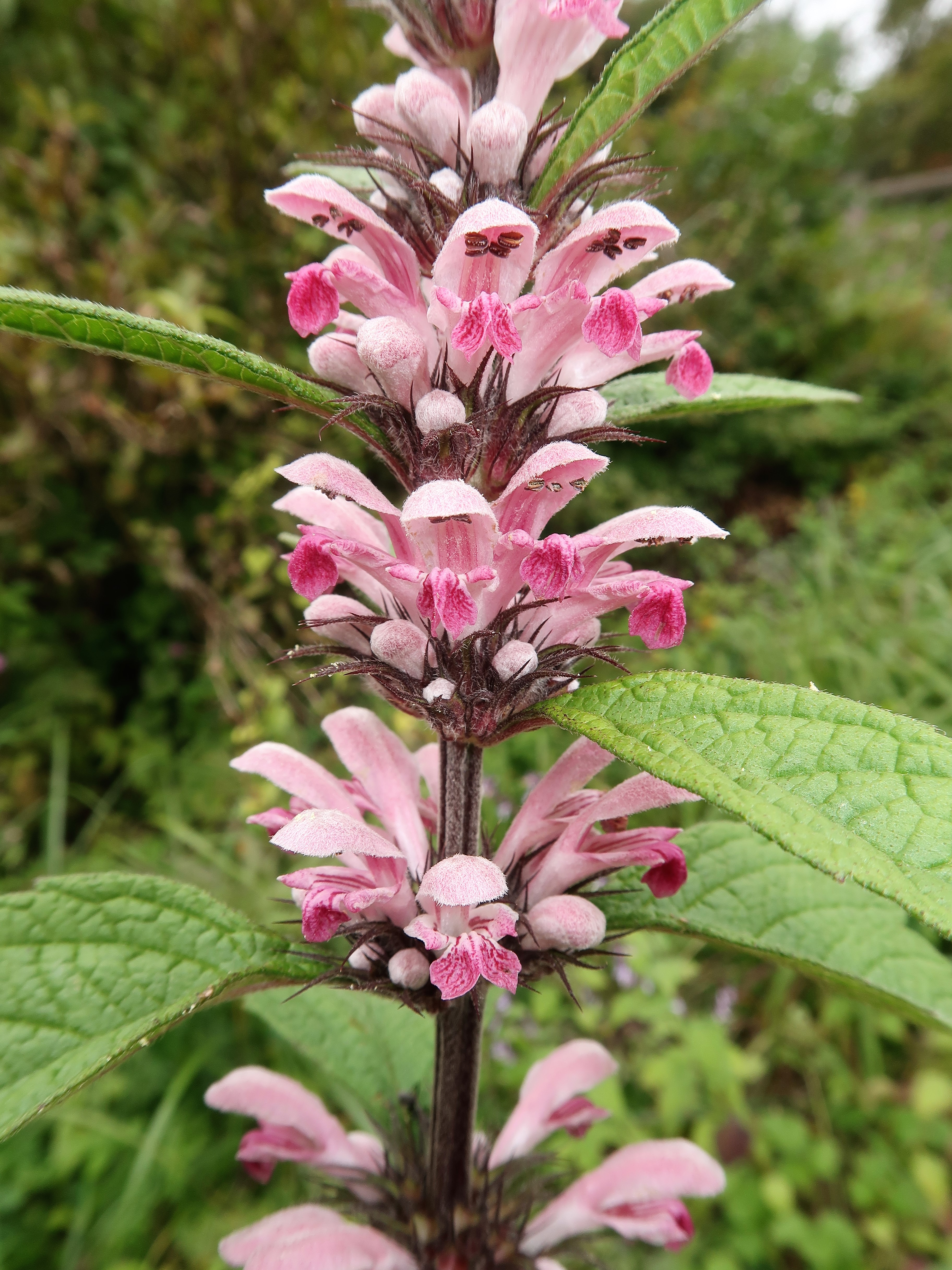
花冠は葉腋に輪散花序になってつく。
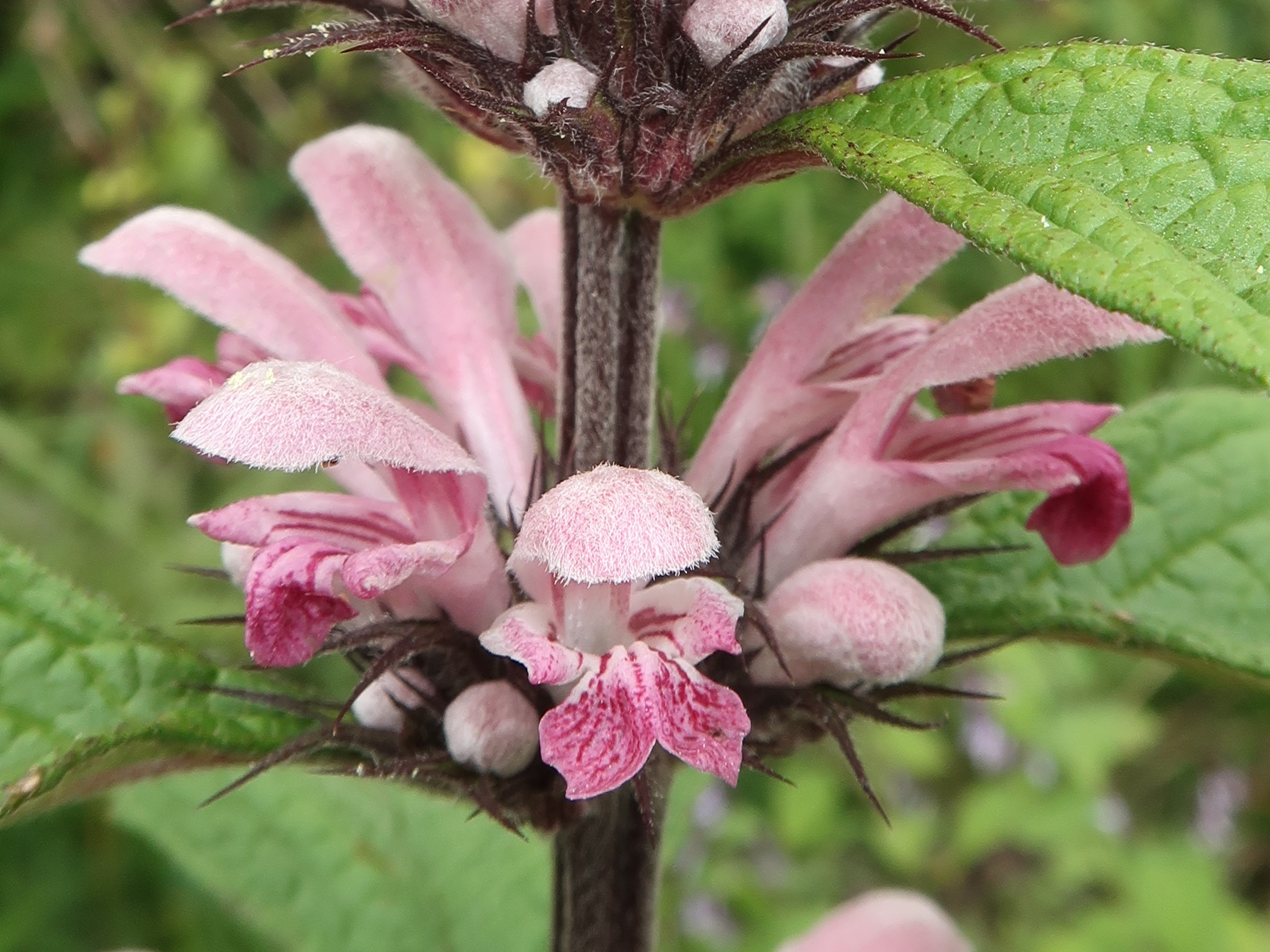
花冠は唇形で、上唇はフード状になり、外面に白い毛が密生し、下唇は3裂し中央裂片は下方に曲がる。
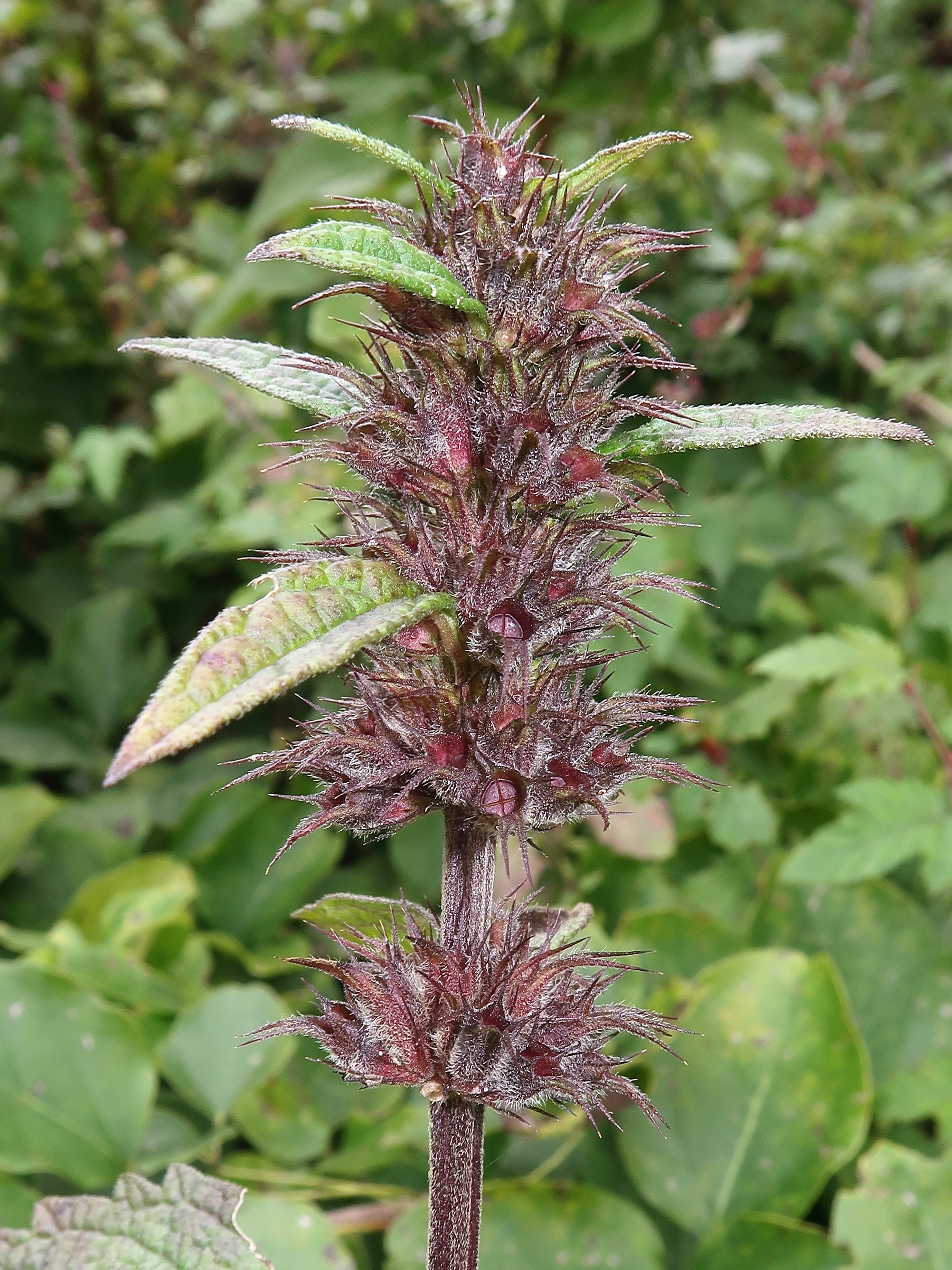
果期の萼片と中に果実。